# ناچو رامون
ناچو رامون (انگلیسی: Nacho Ramón؛ زادهٔ ۳۰ مارس ۱۹۹۹) بازیکن فوتبال اهل اسپانیا است.
از باشگاه‌هایی که در آن بازی کرده‌است می‌توان به باشگاه فوتبال الچه اشاره کرد.